# Dawu
Dawu (en chino, 大悟; pinyin, Dàwù) es un condado bajo la administración directa de la ciudad-prefectura de Xiaogan. Se ubica al este de la provincia de Hubei, sur de la República Popular China. Su área es de 1982 km² y su población total para 2017 superó los 630 mil habitantes. 

## Administración
El condado de Dawu se divide en 17 pueblos que se administran en 14 poblados y 3 villas.

## Toponimia
El condado fue fundado en el año 589 AD, durante la dinastía Sui bajo el nombre de Lishan (礼山 'montaña Li). Su nombre actual lo recibió el 10 de septiembre de 1952 de la montaña Dawu (大悟山), el cambio refleja un entorno religioso, Dawu significa "Gran Iluminación", término budista que alude al despertar espiritual supremo.